# Бурное (Донецкая область)
Бурное (укр. Бурне) — посёлок в Старобешевском районе Донецкой области Украины. Под контролем самопровозглашённой Донецкой Народной Республики.

## География

#### Соседние населённые пункты по странам света
С: Строитель, Петренки
СЗ: Шевченко, Шмидта, Прохоровское
СВ: —
З:  Ленинское
В:  Обрезное
ЮЗ: Колоски
ЮВ: Светлый Луч, Вишнёвое, Культура
Ю: —

## Население
Население по переписи 2001 года составляло 31 человек.

## Общие сведения
Почтовый индекс — 87254. Телефонный код — 6253. Код КОАТУУ — 1424583503.

## Местный совет
87253, Донецкая область, Старобешевский р-н, с. Новозарьевка, ул. Школьная, 1в